# Trzebiel (gmina)
Trzebiel – gmina wiejska w województwie lubuskim, w powiecie żarskim. W latach 1975–1998 gmina położona była w województwie zielonogórskim.
Siedziba gminy to Trzebiel.
Według danych z 30 czerwca 2004 gminę zamieszkiwało 5797 osób. Natomiast według danych z 31 grudnia 2017 roku gminę zamieszkiwało 5748 osób.

## Struktura powierzchni
Według danych z roku 2002 gmina Trzebiel ma obszar 166,59 km², w tym:
- użytki rolne: 38%
- użytki leśne: 52%

Gmina stanowi 11,95% powierzchni powiatu.

## Demografia

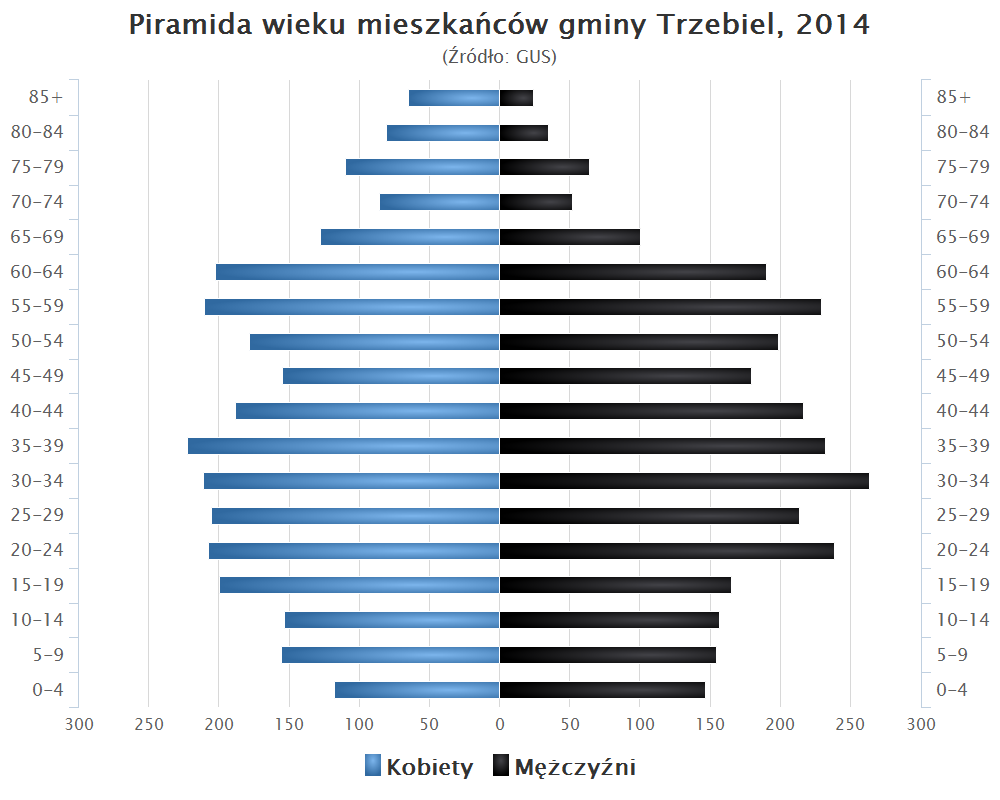
Piramida wieku mieszkańców gminy Trzebiel w 2014 roku

Dane z 30 czerwca 2004:
| Opis                              | Ogółem | Ogółem | Kobiety | Kobiety | Mężczyźni | Mężczyźni |
| --------------------------------- | ------ | ------ | ------- | ------- | --------- | --------- |
| jednostka                         | osób   | %      | osób    | %       | osób      | %         |
| populacja                         | 5797   | 100    | 2934    | 50,6    | 2863      | 49,4      |
| gęstość zaludnienia (mieszk./km²) | 34,8   | 34,8   | 17,6    | 17,6    | 17,2      | 17,2      |

## Transport
Przez obszar gminy przebiega DK18 (przyszła autostrada A18), na której zlokalizowano węzły: Olszyna, Trzebiel (DW294) i Królów (DK12).

## Sołectwa
Buczyny, Chudzowice, Chwaliszowice, Czaple, Dębinka, Jasionów, Jędrzychowice, Jędrzychowiczki, Kałki, Kamienica nad Nysą Łużycką, Karsówka-Wierzbięcin-Siemiradz, Królów, Łuków, Marcinów, Mieszków, Niwica-Gniewoszyce, Nowe Czaple-Bronowice-Pustków, Olszyna, Przewoźniki, Rytwiny, Siedlec-Bukowina, Stare Czaple, Strzeszowice, Trzebiel, Włostowice, Żarki Małe, Żarki Wielkie.
Miejscowość niesołecka: Bogaczów.

## Sąsiednie gminy
Brody, Lipinki Łużyckie, Łęknica, Przewóz, gmina Tuplice. Gmina sąsiaduje z Niemcami.